# La fine di Gaia
La fine di Gaia è un singolo del rapper italiano Caparezza, pubblicato il 21 ottobre 2011 come quarto estratto dal quinto album in studio Il sogno eretico.

## Descrizione
Nona traccia dell'album, in La fine di Gaia Caparezza critica e deride varie teorie apocalittiche e del complotto, come ad esempio le profezie sul 21 dicembre 2012, il complotto UFO, l'uomo rettile e le scie chimiche.

## Video musicale
Il video musicale, diretto da Calu e girato a Vaglio Basilicata, è stato reso disponibile il 21 ottobre 2011 attraverso il canale YouTube del rapper. In esso viene mostrato Caparezza come un casalingo intento a confezionare taralli in una piccola cucina di una casa, venendo interrotto più volte dall'arrivo di testimoni di varie fedi. Nel video fa inoltre la sua apparizione il conduttore televisivo Roberto Giacobbo.

## Formazione
Musicisti
- Caparezza – voce
- Alfredo Ferrero – chitarra, sitar, Hughes & Kettner Coreblade
- Giovanni Astorino – basso elettrico, violoncello, direzione orchestra
- Gaetano Camporeale – Rhodes, Wurlitzer, Hammond
- Rino Corrieri – batteria acustica
- Giuliano Teofrasto – tromba, flicorno
- Damiano Tritto – trombone
- Serena Capuano – viola
- Alessandro Terlizzi – contrabbasso

Produzione
- Carlo U. Rossi – produzione artistica, registrazione
- Caparezza – produzione artistica, pre-produzione
- Claudio Ongaro – produzione esecutiva
- Alfredo Ferrero, Gaetano Camporeale – pre-produzione
- Francesco Aiella – assistenza tecnica agli International Sound
- Antonio Baglio – mastering

## Classifiche
| Classifica (2011) | Posizione massima |
| ----------------- | ----------------- |
| Italia            | 99                |